# Xã Limerick, Quận Montgomery, Pennsylvania
Xã Limerick (tiếng Anh: Limerick Township) là một xã thuộc quận Montgomery, tiểu bang Pennsylvania, Hoa Kỳ. Năm 2010, dân số của xã này là 18.074 người.